# Ectropis brunneipennis
Ectropis brunneipennis är en fjärilsart som beskrevs av Edward Alfred Cockayne 1953. Ectropis brunneipennis ingår i släktet Ectropis och familjen mätare. Inga underarter finns listade i Catalogue of Life.